# Moskvabörsen
Moscow Exchange (ryska: ПАО Моско́вская би́ржа, tr. PAO Moskovskaya Birzha, svenska: Moskvabörsen) är en börs grundad 2011 med säte i Moskva, Ryssland. Det är den största marknadsplatsen i Ryssland som bedriver handel med aktier, obligationer, derivat, valutor och ädelmetaller. I december 2021 var 223 bolag listade på Moskvabörsen.
Den 25 februari 2022 stoppades handeln på börsen på grund av påverkningar av Rysslands invasion av Ukraina. Ett visst, mycket begränsat återupptagande av handeln kommunicerades den 18 mars att äga rum från och med den 21 mars.

## Historia
Moskvabörsen grundades den 19 december 2011 genom fusionen av de två största Moskvabaserade börserna, Moscow Interbank Currency Exchange (MICEX) och Russian Trading System (RTS), som i och med sammanslagningen gick under det gemensamma namnet Moscow Exchange MICEX-RTS. Båda organisationerna grundades på 1990-talet och var de ledande börserna i Ryssland under två decennier. Sammangåendet skapade en större enhet och påskyndade Rysslands planer att göra Moskva till ett internationellt finansiellt nav. Börsen ändrade namn i juli 2012 då den officiella engelska benämningen ändrades till Moscow Exchange.